# Дієго Колумб
Дієго (Джакомо) Колумб (італ. Giacomo Colombo, ісп. Giacomo Colombo, Diego Colón; пр. 1468 — 21 лютого 1515) — молодший брат Христофора Колумба та Бартоломео Колумба. Помічник свого брата Христофора Колумба.
Про нього відомо мало. Вперше він з'являється в документах 1484 і 1487 років. Його походження і місце народження, як і його братів, невідомі.

## Біографія
Імовірно, що Джакомо народився в Генуї (Італія) близько 1465 або 1468 року.
Дієго вперше з'являється в Іспанії в 1493 році, ймовірно, за запрошенням свого брата, якого він супроводжує як довірена особа під час Другого плавання до Нового Світу. Коли Христофор Колумб залишив Еспаньйолу в квітні 1494 року для вивчення острова Куба, він залишає Дієго в якості голови правління.
У 1495 році він здійснив подорож до Іспанії, щоб бути почутим перед королями і таким чином протидіяти чуткам і пліткам, які вже надходили з Нового Світу.
Коли Франсіско де Бобаділья прибув на острів у серпні 1500 року, Дієго Колумб відмовився визнати його авторитет, стверджуючи, що адміральський титул його брата був вище ніж у прибулого. Він був заарештований разом зі своїми братами і переданий до Іспанії у кайданах.
У 1509 році Дієго супроводжував свого племінника Дієго Колона до Еспаньйоли. Пізніше повернувся до Іспанії, де помер у 1515 році.

## Родина
Народився в родині Доменіко Колумба (1418—1496) та Сузанни Фонтаннароси. Родина мала дітей: Христофора (1451—1506), Джованні Пелегріна (помер до 1477 року), Бартоломео, Бьянкелла (1464 р.н.), Джакомо (1468—1515)